# Live at the Greek Theatre
Live at the Greek Theatre är en liveskiva av det amerikansk/irländska punkbandet Flogging Molly, utgivet 2010, det är inspelat på The Greek Theatre i Los Angeles. Skivan innehåller förutom en dubbel live-cd, även en dvd med konserten.

## Låtlista

### CD 1
1. "The Likes of You Again" (Från Swagger) – 4:46
2. "Swagger" (Från Swagger) – 2:17
3. "Requiem for a Dying Song" (Från Float) – 3:22
4. "Man With No Country" (Från Float) – 4:08
5. "Every Dog Has Its Day" (Från Swagger) – 4:12
6. "These Exiled Years" (Från Swagger) – 5:01
7. "Drunken Lullabies" (Från Drunken Lullabies) – 4:03
8. "You Won't Make a Fool Out of Me" (Från Float) – 2:44
9. "(No More) Paddy's Lament" (Från Float) – 3:53
10. "Us of Lesser Gods" (Från Float) – 4:28
11. "The Son Never Shines (On Closed Doors)" (Från Drunken Lullabies) – 4:31
12. "Float" (Från Float) – 5:04

### CD 2
1. "Tobacco Island" (Från Within A Mile Of Home) – 6:14
2. "Rebels of the Sacred Heart" (Från Drunken Lullabies) – 6:02
3. "Devil's Dance Floor" (Från Swagger) – 4:09
4. "If I Ever Leave This World Alive" (Från Drunken Lullabies) – 3:46
5. "Salty Dog" (Från Swagger) – 3:43
6. "The Lightning Storm" (Från Float) – 4:11
7. "What's Left of the Flag" (Från Drunken Lullabies) – 5:33
8. "The Wrong Company" (Från Within A Mile Of Home) – 0:59
9. "The Story So Far" (Från Float) – 6:49
10. "The Seven Deadly Sins" (Från Within A Mile Of Home) – 4:03